# Martingala
La martingala è una cintura di collegamento (o mezza cintura) che viene usata nell'abbigliamento. Si tratta di una breve striscia attaccata con ambedue i terminali sull'indumento, solitamente sul dorso di un cappotto o di una giacca, al fine di restringere la circonferenza della vita riducendo l'ampiezza dell'abito.

## Etimologia
Sembra che il significato originale della parola vada ricercato nell'antica calza/calzone che veniva largamente usata prima dell'odierno pantalone. Per contenere detta calza, la si fissava in vita con varie cinture e il bordo superiore ne fuoriusciva. Ora sembra che un non meglio specificato Martino avesse lanciato la moda di far traboccare abbondantemente questo bordo sulle natiche, facendolo assomigliare a una gala che sobbalzava più o meno elegantemente con l'incedere più o meno ancheggiante dell'individuo. La moda di esibire questo volant era riservata ai soli uomini, ma sembra che non avesse riscontrato molto interesse all'infuori dell'Italia del tempo.
Altre fonti ritengono che la definizione derivi da "martigali" come il nome gli abitanti di Martigues in Provenza, poiché pantaloni tipici del luogo abbottonati sul retro con un sistema simile a quello della mezza cintura applicata a cappotti e giacche, venivano anche detti "alla martingala".

## Moda
Passati i tempi in cui le gale abbondavano sugli abiti, la parola è rimasta ad indicare la cinturina che raccoglie l'increspatura dorsale dei vestiti all'altezza della vita. Il particolare si affermò nelle creazioni di moda di ogni tipo, ed è anche sopravvissuto per moltissimo tempo. In particolare, l'uso della martingala non è mai tramontato nelle divise di ogni tipo, dove a tutt'oggi viene impiegato per enfatizzare efficacemente il restringersi del punto vita rispetto all'ampiezza delle spalle che a loro volta vengono debitamente ampliate con altri accorgimenti.
Uno degli aspetti più recenti della martingala è l'uso di annodare una cintura lunga sul dorso, cioè facendola praticamente appendere ai passanti laterali. Sarebbe l'ultima variante delle tipiche cinture da trench-coat che si infilavano nelle tasche, ricordo di stereotipi cinematografici di g-men e spie di un'epoca appena trascorsa.